# Bíňa
Bíňa (maďarsky Bény, starší slovenské názvy: Béň, Bíň) je obec na Slovensku v okrese Nové Zámky. Žije v ní přibližně 1 400 obyvatel.

## Historie
V roce 172 v blízkosti castella na dolním toku řeky Hron pobýval římský císař Marcus Aurelius, který na čele svých legií vyrazil z Carnunta proti germánským kmenům, ohrožujícím Římskou říši. Ve vojenském táboře, napsal své dílo Ta eis heauton, kde místo označil hned v úvodu: „Psané v zemi Kvádů nad Granuou“. Jedná se tak o první literární filozofické dílo sepsané na území dnešního Slovenska. Událost o zlatém dešti, který Římany, odříznuté útočícími Germány od vod Hronu, zachránil před porážkou, jež je zaznamenána na oslavném římském sloupě, se stala také na dolním Hronu, a to 11. června 172. Toto datum je prvním v historii zaznamenaným přesným časovým údajem týkajícím se území dnešního Slovenska.
Tyto události by se mohly týkat území dnešní Bíně, resp. jejího bezprostředního okolí. Naznačují to zeměpisné údaje (dolní Hron, nad Hronom), ale zejména z vojenského hlediska v té době mimořádně výhodná strategická poloha místa, což s velkou pravděpodobností nemohlo být nevyužité při obranném tažení, jehož význam byl dán přítomností samotného císaře.
Do tohoto období by mohly spadat i tzv. bíňské valy – mohutné a dosud zachovány zbytky neurčitého původu.
Území obce bylo osídleno v období neolitu. Archeologické nálezy dokládají sídliště volutové keramiky, z období starší doby bronzové, sídliště  halštatského období, hrobové nálezy a také římsko-barbarské sídliště z období 2. až 4. století nebo slovanské sídliště z 9.–14. století.
Obec Bíňa vznikla sloučením Malé Bíně a Veľké Bíně. První písemná zmínka o Malé Bíne je z roku 1135, kde je uváděna jako Byn. Pozdější názvy byly např. Been v roce 1295, Kisch-Bény v roce 1786 a 1808, maďarsky Kisbény. Velká Bíňa je poprvé zmíněna v roce 1401 jako Nagbeen, později Nagy-Bény, maďarsky Nagybény.

## Přírodní poměry
Obec leží v Podunajské nížině v nivě řeky Hron (východní část obce) a na terasách západní části úbočí Ipeľské pahorkatiny. Nadmořská výška se pohybuje v rozmezí 115–189 metrů, střed obce je ve výšce 127 metrů. Celková rozloha je 23,50 km², z toho 83 % připadá na zemědělskou půdu. Celkové využití půdy (2020): 7 % orná půda, 7 % travnaté plochy, 5 % lesy, 2 % vinice atd. V roce 2023 byla výměra orné půdy 1699 ha, lesů 115,6 ha, 37 ha byly vinice.
Obcí protéká řeka Hron, do kterého zleva ústí Dolnoperecký kanál a zprava Ketský potok, který protéká přírodní rezervací Bíňanský rybník. Ve správním území obce leží na břehu Hronu přírodní památka Bíňanský sprašový profil.
Obec sousedí:
| Keť   | Čata    |                    |
| Bruty |         | Sikenička, Pavlová |
|       | Kamenín |                    |

## Obyvatelstvo
Etnické složení obyvatelstva (podle údajů z roku 2001):
- Maďaři: 89,64 %
- Slováci: 9,04 %
- Romové: 0,97 %
- Češi: 0,21 %
- Němci: 0,07 %

Náboženské složení obyvatelstva (podle údajů z roku 2001):
- Římští katolíci: 95,13 %
- Bez vyznání: 2,43 %
- Protestanti (hl. reformování): 0,83 %

## Pamětihodnosti
- V obci je římskokatolický románský kostel Panny Marie z doby před rokem 1217, s viditelnými zbytky obvodových zdí přilehlého kláštera a kaple – rotundy Dvanácti apoštolů z 12.–13. století.
- Zaniklý premonstrátský klášter
- Středověké hradiště
- V roce 1964 probíhal jižně od obce (lokalita Berek) záchranný archeologický výzkum, při kterém byl objeven depot 108 zlatých mincí z konce 4. století[4] a z Byzantské říše z 5. století.

## Osobnosti
- Gejza Csákvári (1938–2020), fotbalista